# S.T.A.L.K.E.R.: Clear Sky
S.T.A.L.K.E.R.: Clear Sky er prequelen for S.T.A.L.K.E.R.: Shadow of Chernobyl, og historiemæssigt i serien foregår spillet lige før Shadow of Chernobyl. Spillet er en blanding af RPG og first-person shooter computerspil produceret af den ukrainske spiludvikler CSG Game World.
Verdenen man begiver sig rundt i består af en 50/50 blanding af nye områder, og områder kendt fra det første Stalker spil. Spilmotoren er blevet opdateret til version 1.5 og har DirectX 10 understøttelse. Den kunstige intelligens har også fået en større opdatering for at kunne håndtere de nye former for "gruppekrige".
I Stalker Clear Sky påtager du dig rollen som "Scar" en erfaren Stalker og guide i "Zonen". Under et job hvor Scar fører en gruppe videnskabsmænd ind i Zonen bliver den lille gruppe ramt af en "emission" et slags udbrud. På mirakuløs vis er Scar eneste overlevende af dette og bliver efterfølgende i bevidstløs tilstand bragt til faktionen Clear Skys base. Det viser sig at Scar på mirakuløs vis kan overleve disse emissions og dermed kan han begive sig ind i Zonen, til steder som ville slå andre ihjel øjeblikkeligt. Dog er der den hale at Scar´s nervesystem bliver gradvist nedbrudt for hver emission, hvilket endegyldigt vil resultere i Scars død. Clear Sky som er en faktion der forsker i Zonen, mener at Zonen "reagerer" ved at lave udbrud fordi en eller flere personer har trængt dybt ind i Zonen nær epicenteret (Tjernobylværket) og det er derfor udbruddene kommer. Scar indvilliger derfor i at hjælpe Clear Sky med at finde de personer der har tvunget sig adgang, og uskadeliggøre dem, da man mener dette vil standse udbruddene, og dermed også redde Scars liv.
Det nye i Clear Sky i forhold til Shadow of Tjernobyl er at spil verdenen indeholder 8 faktioner der er i mere eller mindre konstant krig med hinanden. Rent taktisk sætter dette spilleren på en diplomatisk opgave, samtidig skal man gøre op med sig selv hvilke grupper man stoler på, har sympati med, ønsker at hjælpe osv. Spillets øvrige plot afgøres kraftigt af de valg man træffer igennem spillet og ligesom Shadow of Tjernobyl er der flere forskellige slutninger på spillet.